# Josep Recasens i Mercadé
Josep Recasens i Mercadé va ser un polític català nascut a Reus el 1883 i que va viure gairebé sempre a Reus, germà dels economistes Eduard i Francesc Recasens i Mercadé.
Ja de jove, vinculat als corrents literaris propiciats pel Grup modernista de Reus, començà a escriure en revistes satíriques, com La Trompeta o Lo Lliri i en altres més intel·lectuals, com El Pandemonium o Foc Nou. Després formà part de l'Associació de dependents de comerç on va reivindicar els diumenges festius. Va publicar assíduament al diari La Reforma: eco de la Asociación de Dependientes de Comercio del qual en va ser redactor en cap, i va treballar sempre en els estudis socials. El 1905 va ingressar al PSOE, i fundà a Reus l'Agrupació Socialista de Reus, que no tingué mai un alt nivell de militància, però en va ser el cos i l'ànima, fins al punt que en algunes ocasions n'era l'únic militant, arribant a pagar la quota de deu militants imaginaris per poder mantindre l'Agrupació. El 1908 va fundar i dirigir a Reus el setmanari La Justicia Social, portaveu de l'Agrupació Socialista de Reus, i important per veure l'evolució del socialisme a la ciutat. Va escriure una obra teòrica titulada Socialismo (Reus: Impremta Carreras i Vila, 1913) que va tenir transcendència. El 1910 va començar a treballar a la fabrica Art Fabril i va ser elegit secretari de la Federació Socialista de Catalunya. A la vaga del 1915 es va oposar al "Tot o res" i va ser criticat i bandejat pels seus. Oposat a les directrius de Madrid va voler una autonomia real del partit català. El 1922 va ser un dels fundadors de l'Associació de la Premsa de Reus. El 1931 va publicar Què és socialisme?, amb un pròleg de Serra i Moret, apropant-se a la Unió Socialista de Catalunya. Durant la Guerra Civil va estar al costat republicà i al final va ser empresonat en un vaixell a Tarragona, on va escriure unes notes que van conformar el llibre "Pobra Espanya!", publicat per l'Associació d'Estudis Reusencs el 1995. En aquesta publicació mostrava el seu desencant amb el Front Popular i el seu desacord amb el nou règim. Alliberat aviat, va treballar com a directiu de La Industrial Algodonera i va morir a Reus el 1954 apartat de la política. Pòstumament es van publicar les seves memòries: Vida inquieta: combat per un socialisme català (Barcelona: Empúries, 1985) i Cartes a un falangista (Reus: Centre de Lectura, 2001), que recull una correspondència fictícia escrita entre 1941 i 1947 i que li serveix per reflexionar sobre el règim franquista i el paper del socialisme a nivell nacional.